# Speedway Ekstraliga
Speedway Ekstraliga (Ekstraliga żużlowa en polonais) est une compétition annuelle de speedway réunissant les meilleures équipes de Pologne. Elle est désignée comme l'une des plus riches et des plus importantes ligue de speedway de la planète, et attire des sportifs du monde entier. En termes d'affluence, l'Ekstraliga est la compétition sportive la plus populaire du pays.
En 2000, l'ancienne 1 liga żużlowa est renommée Ekstraliga żużlowa (Speedway Ekstraliga).

## Anciens logos

2008-2010 : CenterNet Mobile Speedway Ekstraliga
2011 : Speedway Ekstraliga
2012-2015 : Enea Ekstraliga
2016 : PGE Ekstraliga

## Équipes
| Ville               | Club                      | Nom actuel                | Stade                            |
| ------------------- | ------------------------- | ------------------------- | -------------------------------- |
| Zielona Góra        | Falubaz Zielona Góra      | Falubaz Zielona Góra      | Stadion Miejski w Zielonej Górze |
| Toruń               | KS Toruń                  | Unibax Toruń              | Motoarena Toruń                  |
| Częstochowa         | CKM Włókniarz Częstochowa | CKM Włókniarz Częstochowa | Arena Częstochowa                |
| Bydgoszcz           | Polonia Bydgoszcz         | Polonia Bydgoszcz         | Stadion Polonii Bydgoszcz        |
| Leszno              | Unia Leszno               | Unia Leszno               | Stadion im. Alfreda Smoczyka     |
| Gorzów Wielkopolski | Stal Gorzów Wielkopolski  | Caelum Stal Gorzów        | Stadion im. Edwarda Jancarza     |
| Wrocław             | WTS Wrocław               | Betard WTS Wrocław        | Stade olympique (Wrocław)        |
| Tarnów              | Unia Tarnów               | Tauron Azoty Tarnów       | Stadion Unii Tarnów              |

## Équipes ayant participé à l’Ekstraliga
| Ville        | Club                  | Nom actuel                      | Saisons en Ekstraliga                 | Nbr. d’année |
| ------------ | --------------------- | ------------------------------- | ------------------------------------- | ------------ |
| Leszno       | Unia Leszno           | Fogo Unia Leszno                | 2000-17                               | 18 ans       |
| Toruń        | KS Toruń              | Get Well Toruń                  | 2000-17                               | 18 ans       |
| Wrocław      | WTS Wrocław           | Betard Sparta Wrocław           | 2000-17                               | 18 ans       |
| Częstochowa  | Włókniarz Częstochowa | Eko-Dir Włókniarz Częstochowa   | 2000-14, 2017                         | 16 ans       |
| Zielona Góra | ZKŻ Zielona Góra      | Ekantor.pl Falubaz Zielona Góra | 2001, 2003-05, 2007-16                | 14 ans       |
| Bydgoszcz    | Polonia Bydgoszcz     | Polonia Bydgoszcz               | 2000-07, 2009-10, 2012-13             | 12 ans       |
| Gorzów Wlkp. | Stal Gorzów Wlkp.     | Stal Gorzów                     | 2000-02, 2008-17                      | 13 ans       |
| Tarnów       | Unia Tarnów           | Unia Tarnów                     | 2004-2008, 2010-16                    | 12 ans       |
| Gdańsk       | Wybrzeże Gdańsk       | Renault Zdunek Wybrzeże Gdańsk  | 2000, 2002-03, 2005, 2009, 2012, 2014 | 7 ans        |
| Rzeszów      | Stal Rzeszów          | Stal BETAD Leasing Rzeszów      | 2006-2008, 2011-13, 2015              | 7 ans        |
| Piła         | Polonia Piła          | Polonia Piła                    | 2000-03                               | 4 ans        |
| Rybnik       | RKM Rybnik            | ROW Rybnik                      | 2004, 2006, 2016-17                   | 4 ans        |
| Grudziądz    | GKM Grudziądz         | MRGARDEN GKM Grudziądz          | 2015-17                               | 3 ans        |
| Gniezno      | Start Gniezno         | Start Gniezno                   | 2013                                  | 1 an         |

## Champions
| Année | Vainqueur                        | Finaliste                | 3e place                      |
| 2000  | Polonia Bydgoszcz                | Ludwik-Polonia Piła      | Pergo Gorzów Wlkp.            |
| 2001  | Apator-Adriana Toruń             | Atlas Wrocław            | Bractwo-Polonia Bydgoszcz     |
| 2002  | Point S-Polonia Bydgoszcz        | Unia Leszno              | Atlas Wrocław                 |
| 2003  | Top Secret-Włókniarz Częstochowa | Apator-Adriana Toruń     | Plusssz-Polonia Bydgoszcz     |
| 2004  | Unia Tarnów                      | Atlas Wrocław            | Złomrex-Włókniarz Częstochowa |
| 2005  | Unia Tarnów                      | Budlex-Polonia Bydgoszcz | Złomrex-Włókniarz Częstochowa |
| 2006  | Atlas Wrocław                    | Złomrex-Włókniarz        | Budlex-Polonia Bydgoszcz      |
| 2007  | Unia Leszno                      | Unibax Toruń             | Atlas Wrocław                 |
| 2008  | Unibax Toruń                     | Unia Leszno              | ZKŻ Kronopol Zielona Góra     |
| 2009  | Falubaz Zielona Góra             | Unibax Toruń             | Cognor Częstochowa            |
| 2010  | Unia Leszno                      | Falubaz Zielona Góra     | Unibax Toruń                  |
| 2011  | Falubaz Zielona Góra             | Unia Leszno              | Caelum Gorzów Wlkp.           |
| 2012  | Unia Tarnów                      | Stal Gorzów Wielkopolski | Falubaz Zielona Góra          |
| 2013  | Falubaz Zielona Góra             | Unibax Toruń             | Unia Tarnów                   |
| 2014  | Stal Gorzów Wielkopolski         | Unia Leszno              | Azoty Tauron Tarnów           |
| 2015  | Fogo Unia Leszno                 | Betard Sparta Wrocław    | Unia Tarnów                   |
| 2016  | Stal Gorzów Wielkopolski         | KS Toruń                 | Falubaz Zielona Góra          |
| 2017  | Unia Leszno                      | Sparta Wrocław           | Stal Gorzów Wielkopolski      |
| 2018  | Unia Leszno                      | Stal Gorzów Wielkopolski | Sparta Wrocław                |
| 2019  | Unia Leszno                      | Sparta Wrocław           | Włókniarz Częstochowa         |
| 2020  | Unia Leszno                      | Stal Gorzów Wielkopolski | Sparta Wrocław                |
| 2021  | Sparta Wrocław                   | Speedway Lublin          | Stal Gorzów Wielkopolski      |
| 2022  | Speedway Lublin                  | Stal Gorzów Wielkopolski | Włókniarz Częstochowa         |
| 2023  | Speedway Lublin                  | Sparta Wrocław           | KS Toruń                      |